# ZOL (album)
ZOL (Zidentyfikowany Obiekt Latający) – dziewiąty album zespołu Breakout, wydany w 1979 r. przez Polskie Nagrania pod numerem SX 1766. 

## Spis utworów
Muzyka i aranżacja: Tadeusz Nalepa. Słowa: Bogdan Loebl.
Strona A
| 1. | „Póki uśmiech ma twarz dziecka” | 4:01  |
|    |                                 |       |
| 2. | „Pożegnalny blues”              | 3:06  |
|    |                                 |       |
| 3. | „Dzień zwęgla się”              | 4:55  |
|    |                                 |       |
| 4. | „Idzie Wenus”                   | 2:11  |
|    |                                 |       |
| 5. | „Ona odeszła stąd”              | 3:39  |
|    |                                 |       |
|    |                                 | 17:52 |
|    |                                 |       |
Strona B
| 1. | „Gdy masz przyjść”    | 5:02  |
|    |                       |       |
| 2. | „Oślepił mnie deszcz” | 4:00  |
|    |                       |       |
| 3. | „Co tam za mgłą”      | 4:55  |
|    |                       |       |
| 4. | „W cieniu bluesa”     | 5:55  |
|    |                       |       |
|    |                       | 19:52 |
|    |                       |       |

## Skład
- Tadeusz Nalepa – gitara, śpiew
- Mira Kubasińska – śpiew
- Krystian Wilczek – gitara basowa
- Marek Surzyn – perkusja

Realizacja
- Reżyser nagrania: Janusz Urbański
- Operator dźwięku: Krystyna Urbańska
- Projekt graficzny: Maciej Cichocki